# František Všetička
František Všetička (* 25. dubna 1932, Olomouc) je český literární historik a teoretik, vysokoškolský pedagog a vědecký redaktor. Je též beletrista, autor románů, fejetonů a překladatel z polštiny.

## Životopis
Vystudoval Slovanské gymnázium v Olomouci. Po maturitě v roce 1952 začal studovat obor český jazyk a dějepis na Filozofické fakultě Univerzity Palackého (FF UP) v Olomouci, kterou absolvoval 1957 diplomovou prací Literárněteoretické názory S. K. Neumanna v 10. letech 20. století.
V letech 1957–1961 učil na průmyslových školách v Uničově a v Lipníku nad Bečvou, od roku 1961 byl odborným asistentem Pedagogického institutu v Gottwaldově/Zlíně, od roku 1964 na Pedagogické fakultě Univerzity Palackého (PedF UP) v Olomouci. Titul kandidáta věd (CSc.) ziskal v roku 1967 prací Václav Říha, a akademický titul doktor filozofie (PhDr.) ziskal v 1968 prací Kapitoly o kompozici.
Po obhajobě habilitační práce Čtyři hlasy. O kompoziční výstavbě poezie pro děti byl od roku 1991 docentem PedF UP v Olomouci, a od 1990 až 1994 tamtéž vedoucím katedry. Souběžně byl vědeckým redaktorem řady Studia philologica při Vydavatelství UP. V roce 1997 odešel do důchodu.
V červenci 2022 byla na chodníku v městském parku v polském Prudníku odhalena pamětní deska s citací básnického díla Františka Všetičky.

## Dílo

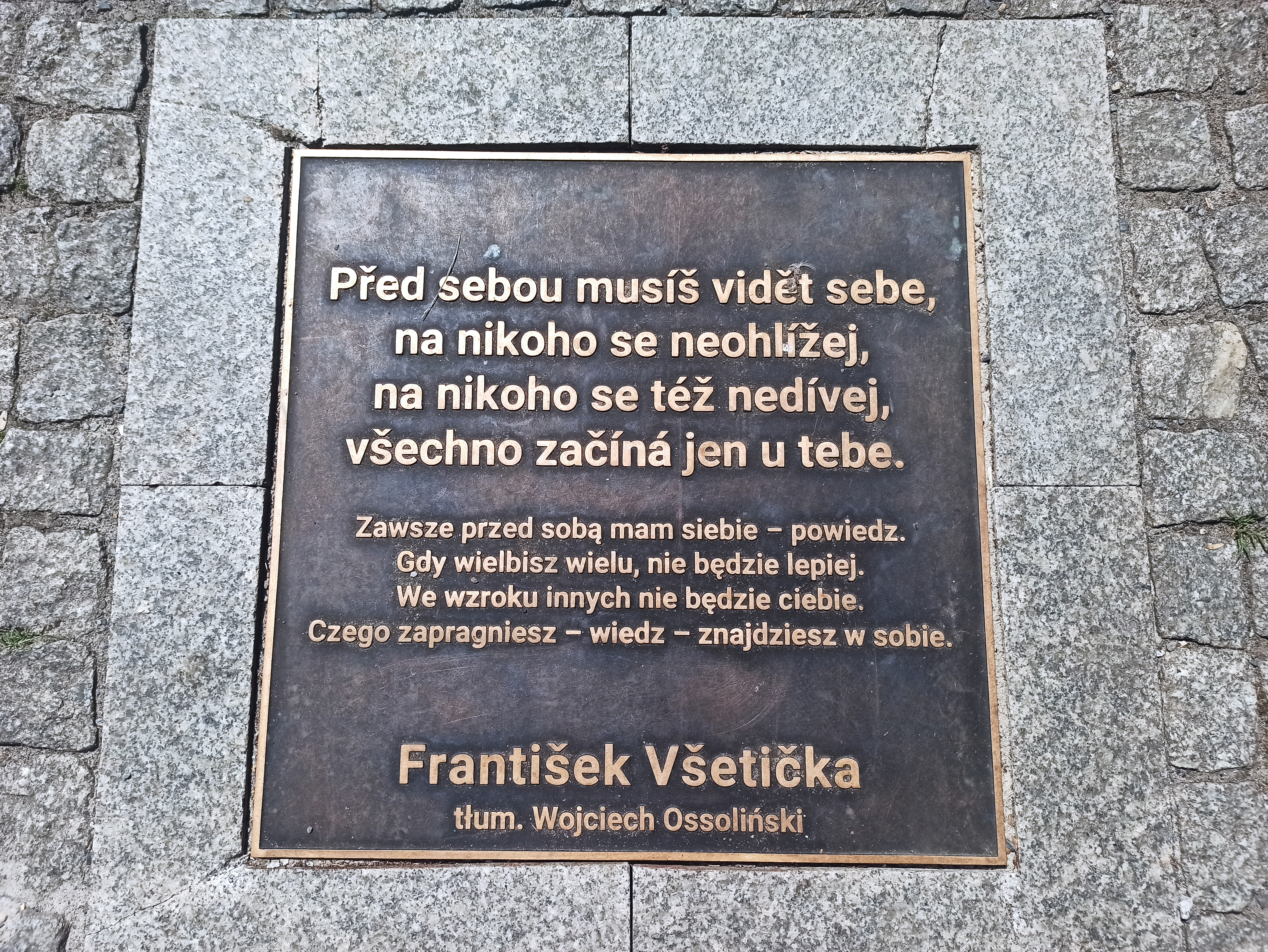
Pamětní deska v Prudníku

Jeho teoretické myšlení formoval v počátcích anglista olomoucké univerzity Ladislav Cejp, po něm pak práce ruské formální školy; výbor z těchto prací vydal v roce 1971 pod názvem Kompozice prózy. František Všetička se jako teoretik zabývá poetikou literárních děl, zejména jejich kompoziční výstavbou. Svůj zájem věnuje české literatuře v plném jejím rozsahu, od gotické poezie přes barokní lidové drama až po tvorbu současnou. Obdobně se zaměřuje na literaturu slovenskou, ruskou a polskou a na komparace mezi těmito literaturami a literaturou českou.

### Časopisecké příspěvky
Debutoval v roce 1949 ve Stráži lidu v Olomouci, od poloviny 50. let publikoval v časopisech Červený květ, Listy filologické, Česká literatura, Květen, Kultura, Host do domu, Zlatý máj, Plamen, Česká rusistika, Tvář, Akord, Literární noviny, Impuls, Tvar, Slovenská literatúra v Bratislavě, Katolický týdeník, Alternativa Nova, Kurýr v Olomouci, dále v časopisech Zeitschrift für Slawistik v Berlíně, Annali-Sezione Slava v Neapoli, Studia slavica v Budapešti aj.

### Knihy (výběr)
- Václav Říha. 1964.
- Josef Štefan Kubín. 1980.
- Kompoziciána. O kompozičnej výstavbe prozaického diela. 1986.
- Čtyři hlasy. O kompoziční výstavbě poezie pro děti. 1989.
- Jakub Arbes. 1993.
- spoluautor: Česká literatura doby baroka. Sborník příspěvků k české literatuře 17. a 18. století. 1994.
- Před branami Omegy. Román o jednom českém osudu. 1995.
- Vnitřní vitráže. O lidech ze světa umění a vědy. 1996.
- spoluautor: Umění a veřejnost v 19. století. 1998.
- z polštiny: Jan Pyszko: Puklá pečeť polibku. (Pęknięta pieczęć pocałunku). 1998.
- Podoby prózy. O kompoziční výstavbě české prózy dvacátých let 20. století. 1999.
- Tektonika textu. O kompoziční výstavbě české prózy třicátých let 20. století. 2001.
- Daleký dům. Životní příběh Viktora Dyka. 2001.
- Dílna bratří Čapků. 2002.
- Kroky Kalliopé. O kompoziční poetice české prózy čtyřicátých let 20. století. 2003.
- Možnosti Meleté. O kompoziční poetice české prózy desátých let 20. století. 2005.
- Dílna Miroslava Horníčka. 2011.
- spolu s Liborem Paverou: Lexikon literárních pojmů. 2011.
- Léta legionů. (román o bratrech Langerových). 2012.
- Celistvost celku. O kompoziční poetice českého dramatu. 2012.
- Olomouc literární 2. 2014.
- Olomouc literární 3. O literárních tvůrcích spjatých s Olomoucí. 2016.
- Polsko literární. 2017.

## Ocenění
V červnu 2017 obdržel Cenu města Olomouce za rok 2016 v oblasti kultura.